# Hypena minna
Hypena minna är en fjärilsart som beskrevs av Butler 1879. Hypena minna ingår i släktet Hypena och familjen nattflyn. Inga underarter finns listade i Catalogue of Life.